# Autorretrato (Van Gogh; agosto de 1889)
Autorretrato (en holandés, Zelfportret) es el título de un óleo (número de catálogo: F 626, JH 1770) pintado por Vincent van Gogh a finales de agosto de 1889 durante su estancia en Saint-Rémy-de-Provence. La pintura está en la colección de la Galería Nacional de Arte de Washington.

## Historia
Aunque la carrera artística de Vincent van Gogh fue breve —apenas una década—, dejó una producción notablemente prolífica e influyente. A lo largo de su vida exploró diversos géneros, como los paisajes, los bodegones y los retratos, pero fue en el autorretrato donde encontró una vía particularmente expresiva y distintiva. Siguiendo la tradición de artistas como Rembrandt, Van Gogh utilizó el autorretrato no solo como ejercicio técnico, sino como forma de introspección emocional.
Pintó al menos 36 autorretratos, el primero de ellos poco después de su llegada a París en marzo de 1886, y el último durante su internación en el hospital psiquiátrico Saint-Paul-de-Mausole, en Saint-Rémy-de-Provence, en 1889.
Durante los primeros meses de reclusión voluntaria en Saint-Rémy, Van Gogh centró su atención en los paisajes que rodeaban el hospital. Sin embargo, a comienzos de julio de ese año sufrió una severa recaída de su enfermedad mental, que lo mantuvo confinado durante cinco semanas en su habitación. El autorretrato de 1889 fue la primera obra que pintó tras recuperar fuerzas, y es considerado una de las representaciones más conmovedoras de su estado emocional durante ese período.

## Descripción
El rostro huesudo del artista porta las huellas de su lucha reciente. No son solo los colores contrastantes los que lo hacen más pálido de lo habitual; el verde amarillento claro agrega credibilidad a su condición en ese momento.
En una carta al hermano Theo, el artista escribió:
"La gente dice, y me inclino a creerlo, que es difícil conocerse a uno mismo, pero no es fácil pintarse a sí mismo. En este momento estoy trabajando en dos autorretratos, debido a la falta de modelo, porque ya es hora de que pinte un personaje. El primero [autorretrato] lo empecé el primer día, cuando me levanté, estaba demacrado, pálido como un demonio. El fondo azul violeta y la cabeza blanquecina con cabello amarillo es un efecto de color".
El artista se representó en el trabajo: lleva un delantal de pintura y sostiene los pinceles y paleta. Su mirada es desconfiada y atenta, la aversión en sus ojos sugiere que el mundo en el lienzo es un lugar más seguro que el mundo real. Para reflejarla, van Gogh utilizó uno de los trucos más antiguos extraídos de un libro de texto de pintura: sus ojos no parecen paralelos, lo que da la impresión de que la mirada del artista no está fija en algo real, sino que se dirige hacia adentro, hacia mundos imaginarios, donde no se necesita una imagen literal. Estos ojos, desconfiados y soñadores al mismo tiempo, reflejan el alma de un hombre al que se le ha pegado la etiqueta de loco.